# 月之海
月之海（英語：LUNA SEA）是1986年在日本神奈川縣組成的視覺系搖滾樂團，由於在職業生涯早期使用化妝和華麗服飾，廣受大眾歡迎，是視覺系運動中是最成功和最有影響力的樂團之一。在1990年代後期，他們的化妝程度開始減少。經過1997年各自單飛的時期後，樂團音樂風格轉變為更主流的另類搖滾，舞台上的視覺系裝束也不復見。在2000年舉行「終幕」演唱會中止活動後，他們在日本搖滾樂壇留下一個強大的歷史紀錄。隨後，五位成員以個人身分進行音樂活動。2003年，連鎖唱片行HMV將他們列為「日本百大最重要的流行音樂家」第90位。
1986年，貝斯手J與吉他手INORAN組成了樂團LUNACY，後來改為現名。1989年，他們招募了吉他手SUGIZO、鼓手真矢和主唱RYUICHI，這個陣容便一直維持不變。他們在1991年重新發行了先前的試聽帶，以及首張同名錄音室專輯《LUNA SEA》。樂團在同一年獲得突破性的成功，並與MCA唱片簽約，發行第二張錄音室專輯《IMAGE》，該專輯在公信榜上排名第9位。之後陸續發行《EDEN》（1993年）、《MOTHER》（1994年）、《STYLE》（1996年）等專輯。樂團在1997年改簽環球唱片後，發行《SHINE》（1998年）。2000年底，發行第七張錄音室專輯《LUNACY》後中止活動。2007年，樂團在東京巨蛋舉行一夜限定復活演唱會。2008年為了參與紀念恩師hide的「hide memorial summit」而重聚。2010年8月，樂團宣布「重啟」正式復出，並舉行「月之海二十週年世界巡迴演唱會 -飛向月球-」世界巡迴演唱會，於德國、美國、香港、台灣及日本演出。復出後，分別於2013年和2017年發行新專輯《A WILL》及《LUV》。

## 名稱由來
樂團名稱「LUNA SEA」意謂「月亮」及「海」（LUNA是拉丁語，SEA為英語）。成立時的最初團名為「LUNACY」，有瘋狂、精神異常的意味；之後由J提議將「LUNACY」的「CY」變更為同音的「SEA」，改名為「LUNA SEA」，代表他們「深」與「廣」的音樂理念。

## 歷史

### 組建與《LUNA SEA》（1986 - 1991年）

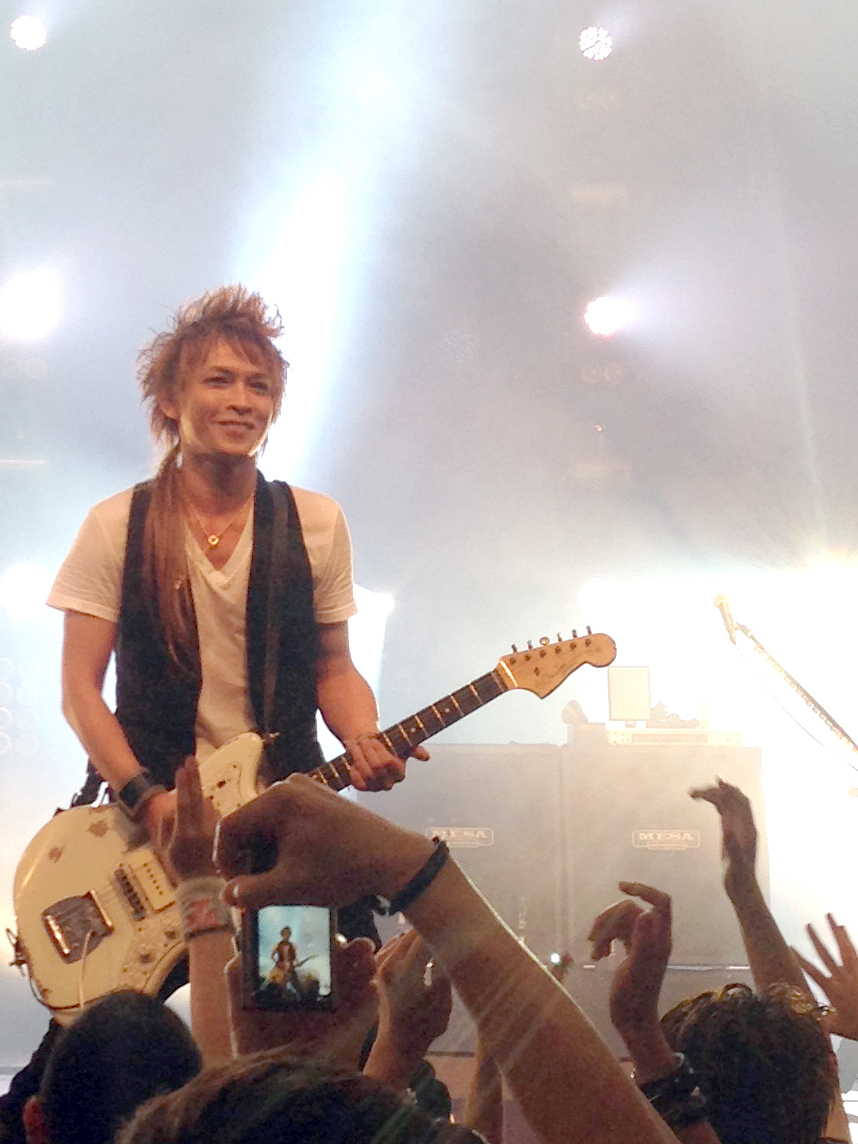
吉他手INORAN在新加坡的表演，他是樂團的創始成員之一。

1986年，貝斯手J（本名小野瀨潤）與吉他手INORAN（本名井上清信）在神奈川縣秦野市共組樂團；他們倆人是在高中輕音部認識的好友，而將這支樂團取名為「LUNACY」。三年後，1989年1月16日，他們招募了貝斯手SUGIZO（本名杉原康弘）和鼓手真矢（本名山田真矢）。由於J已經是貝斯手了，而INORAN偏好彈節奏吉他，於是SUGIZO負責的樂器從貝斯換成主奏吉他。5月6日，原Slaughter的主唱RYUICHI（本名河村隆一）加入，樂團自此確立其成員陣容。1989年5月29日，樂團在東京都町田市當時擁有一百席的場地「町田PLAY HOUSE」上台演出。8月9日，樂團發表第一張試聽帶《LUNACY》，其中收錄三首歌，一百張全部售完。10月，樂團主要在東京都的目黒鹿鳴館表演。12月，樂團發表第二張試聽帶《SHADE》，其中收錄三首歌，一千張全部售完。12月17日，樂團在町田舉行首次專場演唱會，150張門票順利售完。
1990年，樂團持續在小型場地表演。4月，原本都在關東地方活動的樂團，開始到近畿地方的大阪地區進行活動。5月29日，完成第三張試聽帶《LASTLY》。6月10日，在町田市舉行「黑服限定演出」，於會場免費發送收錄〈LASTLY〉一曲的試聽帶，180張門票售完。11月24日，在目黒鹿鳴館舉行250人的演唱會，門票售完，同時樂團改名為「月之海」。12月時，已有不少主流廠牌爭取和樂團簽約的機會。不過1991年初，在X JAPAN吉他手HIDE的關係下，與X JAPAN團長YOSHIKI旗下的獨立廠牌Extasy唱片簽約。
1991年1月10日，在品川區的演出前，500張門票售完。3月10日至22日，參與由Extasy唱片舉辦的「核聚變巡迴之旅」（Nuclear Fusion Tour），途經東京、橫濱、名古屋、京都、大阪等地區。巡演期間，主辦單位向購票者贈送一片音樂光碟，其中有月之海歌曲〈PRECIOUS...〉的試聽。4月21日，由Extasy唱片發行首張錄音室專輯《LUNA SEA》，首批一萬張立即完售。4月27日，慶祝首張專輯推出，在新宿區舉行演唱會，800張門票在半小時內完售。6月13日開始，舉行樂團的第一次巡迴演唱會「新月之下的巡演樂章」，在全國39處進行了47場演出，其中最後一個場次吸引了超過一千名觀眾入場。巡演總計有一萬七千人次入場。9月19日的演唱會當天，因碰上強烈颱風，成員決定將演唱會延後一小時，等待趕不及入場的觀眾抵達。10月29日，在日本武道館參加EXTASY唱片旗下樂團同台的「91年EXTASY音樂節」。

### 獲得成功、《EDEN》、《MOTHER》與「暴風樂團」（1992 - 1994年）
1992年1月，樂團的歌迷俱樂部「SLAVE」正式成立。3月，他們舉行了一個小型的歌迷俱樂部巡迴演唱會。5月20日，在町田市進行最後一次獨立樂團時期的演唱會「月之海三週年紀念 黑服限定演出」。5月21日，在主流廠牌MCA唱片旗下發行第二張錄音室專輯《IMAGE》，也代表月之海正式於主流音樂市場出道，該專輯在公信榜上最高排名第9位，在榜停留14週。隨後，樂團展開多場巡迴演唱會，他們的知名度也日益升高。巡演總計25場，有兩萬八千人次參加。7月22日，發行首支影像作品《IMAGE or REAL》。10月31日，樂團在日本武道館參加「92年EXTASY音樂節」。
1993年2月24日，樂團發行了首張單曲〈BELIEVE〉，在公信榜上最高排名第11位，在榜停留7週。隨後，樂團展開他們下一張專輯的錄製工作，並開始在全國各地進行巡演。4月16日展開「1993年月之海巡迴演唱會 - 尋覓我的伊甸園」，巡演總計有兩萬六千人次入場。4月21日，發行第三張錄音室專輯《EDEN》，在公信榜上最高排名第5位，在榜停留19週。該專輯銷量獲得日本唱片協會的金唱片認證。7月21日，發行第二張單曲〈IN MY DREAM (WITH SHIVER)〉，在公信榜上最高排名第9位，在榜停留4週。8月21日，展開四場大型演唱會，場地包括名古屋國際會議場、大阪厚生年金會館和日本武道館。然而因為碰上超強颱風，日本武道館的演出延期了三天。12月16日，發行第二支影像作品《SIN AFTER SIN》在公信榜上最高排名第2位。12月18日，樂團舉行「1993-1994月之海巡迴演唱會 - 罪惡花園」，總參與人次達到了四萬。年底，樂團獲得第七屆日本金唱片大獎「年度最佳新人大獎」。
1994年2月12日，樂團在橫濱體育館舉行追加公演，一萬兩千席滿座，但是由於遇上強烈降雪，演唱會被迫延後一小時才開始。由於先前已有兩次開唱碰上強烈颱風的紀錄，月之海開始被樂迷廣泛稱為「暴風樂團」。7月21日，發行第三張單曲〈ROSIER〉，在公信榜上最高排名第3位，在榜停留25週。該單曲銷量也被認證為金唱片，並於年底時獲第36屆日本唱片大獎「最佳宣傳影片獎」。8月9日，與花火師和SOFT BALLET一起在露天舞台演出。當月之海正在表演時，暴風雨又突然颳起，使得「暴風樂團」之名更加廣泛。9月21日，發行第四張單曲〈TRUE BLUE〉，在不借助任何商業搭配的情況下，該單曲於公信榜上奪得冠軍，在榜停留17週。由於銷量突破40萬張，〈TRUE BLUE〉獲得日本唱片協會的白金唱片認證。10月26日，發行第四張錄音室專輯《MOTHER》，在公信榜上最高排名第2位，在榜停留30週。銷量迅速超過50萬張。12月，樂團在日本武道館及大阪城大廳舉行四場演唱會，總計四萬張門票都是在一天內完售的。

### 登上東京巨蛋與《STYLE》（1995 - 1996年）
1995年1月，樂團前往愛爾蘭拍攝第五張單曲〈MOTHER〉的宣傳影片。這張單曲於2月22日發行，在公信榜上最高排名第5位，在榜停留8週，獲金唱片認證。整個3月和5月，樂團舉行了「1995年月之海巡迴演唱會 - Mother of Love, Mother of Hate」，全國27處31場公演總共六萬三千人次參與。5月24日，發行影像作品《ECILPSE I》，於公信榜上奪得冠軍。1月13日，發行第六張單曲〈DESIRE〉，於公信榜上奪得冠軍，在榜停留14週。單曲銷量超過50萬張，獲得白金唱片認證。至此，樂團的人氣已經達到頂點。12月23日，樂團首次在東京巨蛋舉行名為「癲狂東京」演唱會，五萬六千張門票於一天內完售。
1996年3月25日，發行第七張單曲〈END OF SORROW〉，於公信榜上奪得冠軍，在榜停留8週，獲得白金唱片認證。4月22日，發行第五張錄音室專輯《STYLE》，是樂團的專輯首次於公信榜上奪得冠軍，在榜停留21週。至1996年年底時，銷量突破50萬張，獲得白金唱片認證，成為該年度全日本第30名暢銷專輯。7月15日，發行第八張單曲〈IN SILENCE〉，在公信榜上最高排名第2位，在榜停留9週，獲金唱片認證。該曲成為美國醫療影集《醫門英傑》在日本播出時的主題曲。7月16日至8月31日，舉行「1996年月之海巡迴演唱會 - Endless Style」，全國9處16場公演總共十二萬人次參與。10月20日至12月19日，舉行「1996年月之海巡迴演唱會 - 精神不死」，全國28處28場公演總共五萬八千人次參與。12月23日，在橫濱體育館舉行「〜真冬の野外〜」，四萬個席位滿座。在演唱會中，成員宣布會在1997年分別展開個人活動，樂團活動將會暫時中止，令在場樂迷震驚。

### 樂壇巔峰、《SHINE》、《LUNACY》與「終幕」（1997 - 2000年）
1997年，五名成員各自單飛，樂團改簽環球唱片。其中，主唱RYUICHI以本名河村隆一進行單獨音樂活動後，獲得極大的成功，他的個人專輯《Love》賣破了三百萬張，是月之海的三倍（截至2015年，日本男歌手中還未有任何人能打破他320萬張的銷售紀錄）。12月17日，發行第一張精選輯《SINGLES》，在公信榜上奪得冠軍，在榜停留27週。三週內的銷售量便突破一百萬張，獲得日本唱片協會的百萬唱片認證，也成為1998年度全日本第20張最暢銷專輯。年底，《SINGLES》在第十二屆日本金唱片大獎中獲得「年度最佳搖滾專輯獎」。在發行的同一天，樂團恢復活動，在赤坂BLITZ舉行「重返樂壇演唱會」及記者發表會，往年的視覺系形象也已褪去。
1998年4月15日，發行第九張單曲〈STORM〉，奪下公信榜冠軍，在榜停留10週，截至年底銷量突破72萬張，成為樂團第二張銷量超過50萬張的單曲。同時也是1998年度全日本第29張最暢銷的單曲，並獲得白金唱片認證。6月3日，發行第十張單曲〈SHINE〉，奪下公信榜冠軍。7月1日，發行第十一張單曲〈I for You〉，在公信榜上最高排名第2位，在榜停留16週，這兩張單曲都獲得白金唱片認證。其中〈I for You〉是富士電視台電視劇《神啊！請多給我一點時間》的主題曲，隨著該劇在亞洲爆紅，月之海也在亞洲各個地區成為眾所周知的樂團。〈I for You〉的成功，也是讓月之海日後展開首次亞洲巡迴演出的關鍵。另外在此曲錄製期間，正逢樂團尊敬的恩師 － X JAPAN吉他手HIDE離奇逝世，成員在靈堂與錄音室間來回，因此有些歌詞是向他致敬。第18回日劇學院賞也將「最佳主題曲獎」頒給〈I for You〉。
7月23日，發行第六張錄音室專輯《SHINE》，在公信榜上奪得冠軍，在榜停留13週，銷量再次突破了一百萬張，也是樂團當時已發行專輯中最暢銷的，獲百萬唱片認證。此外，專輯收錄曲〈BREATHE〉成為迪士尼動畫電影《花木蘭》日本播映版的主題曲。在第十三屆日本金唱片大獎上，《SHINE》獲頒「年度最佳搖滾專輯獎」。8月9日至10日，樂團在橫濱體育館舉行連續兩日的「迪士尼《花木蘭》與月之海復活 〜戶外夏日〜」演唱會，總計八萬人次入場。9月24日至12月11日，舉行「迪士尼《花木蘭》與1998年月之海巡迴演唱會 - 華燈璀璨」演唱會，全國26處33場公演總共十五萬人次參與。12月23日至24日，於東京巨蛋舉行「1998年月之海巡迴演唱會 - 華燈璀璨 東京巨蛋最終站」演唱會，共十萬人次入場。12月31日，首次參加NHK紅白歌合戰，獻唱〈I for You〉。
1999年，隨著樂團的聲勢已經擴展到日本海外（各亞洲鄰國），他們決定舉行成立以來的首次海外巡迴演唱會。1月9日，台灣台北國際會議中心的演出約三千人到場。1月14日，香港會議展覽中心的演出約三千八百人到場。1月17日，中國上海國際體操中心的演出約兩千五百人到場。5月29日，在樂團十週年之際，他們發行第一張現場專輯《NEVER SOLD OUT》，在公信榜上最高排名第5位，獲金唱片認證。接著，樂團在東京策劃了一場野心十足的露天演唱會，耗資一千萬美金打造舞台。然而5月27日，在演唱會前三天，一場強烈風暴摧毀了這支「暴風樂團」的精心設計，舞台倒塌並擊毀了許多器材，包括真矢的鼓具。成員們見到現場變成廢墟時感到崩潰，不過SUGIZO果斷提出建議，將這些被風暴摧毀的殘骸再利用，改做成舞台佈景。5月30日，於東京國際展示場舉行「月之海十週年紀念 【Never Sold Out】 Capacity ∞Live! 東京特設舞台演唱會」，樂團成員乘坐直升機登場表演，廢墟則成為佈景之一。當天是以無限制入場的方式召開活動，吸引約十萬名觀眾進場，創下紀錄。12月23日，月之海與後輩GLAY攜手合作，在東京巨蛋舉行「千禧年前夜 給所愛之人的聖誕禮物」演唱會，五萬六千張門票完售。
2000年1月29日，樂團歌曲〈Sweetest Coma Again〉收錄在詹姆士·龐德系列電影《007：縱橫天下》的電影原聲帶中。睽違兩年後，樂團於3月29日發行第十二張單曲〈gravity〉，在公信榜上奪得冠軍，獲金唱片認證。5月17日，發行第十三張單曲〈TONIGHT〉，在公信榜上最高排名第4位，也獲金唱片認證。5月23日，在日本武道館舉行「2000年  Premiere of Lunacy」，樂團全程表演未發行的新專輯曲目。7月12日，發行第七張錄音室專輯《LUNACY》，在公信榜上最高排名第3位，在榜停留3週，獲金唱片認證。7月15日起，樂團展開「2000年月之海巡迴演唱會 - 嶄新的混沌」，在日本16個地方舉辦32場演唱會。11月8日，發行第十四張單曲〈LOVE SONG〉，在公信榜上最高排名第4位。同一天，樂團在香港發表了「終幕」一事，準備在年底的巨蛋演唱會之後告別樂壇。11月18日，在台灣中山足球場舉行「2000年月之海巡迴演唱會 - Brand New Chaos II 台北站」。12月23日，發行精選輯《Period ～The Best Selection～》，在公信榜上奪得冠軍，並獲得白金唱片認證。該專輯也成了二十世紀末日本公信榜最後一個週期的冠軍專輯。12月26日和27日，樂團在東京巨蛋舉行連續兩日的告別演唱會「東京巨蛋：終幕演唱會」，演唱了47首經典曲目。樂團中止活動後，吉他手INORAN透露，成員約定在三十歲之際重聚，將月之海復活。在談到樂團最後幾年的情形，吉他手SUGIZO表示，成員彼此厭煩而開始分道揚鑣，所以決定暫時終止樂團活動，但是他們之間並不想把話說死。他說：「決定終幕是因為，我們認為即使再將樂團持續下去，也只是處於飽和狀態，無法創造出新的音樂，恐怕五個人的關係會更加惡化，這樣只會敗壞月之海的名聲」。

### 一夜復活公演、「REBOOT」與世界巡迴演唱會（2007 - 2011年）

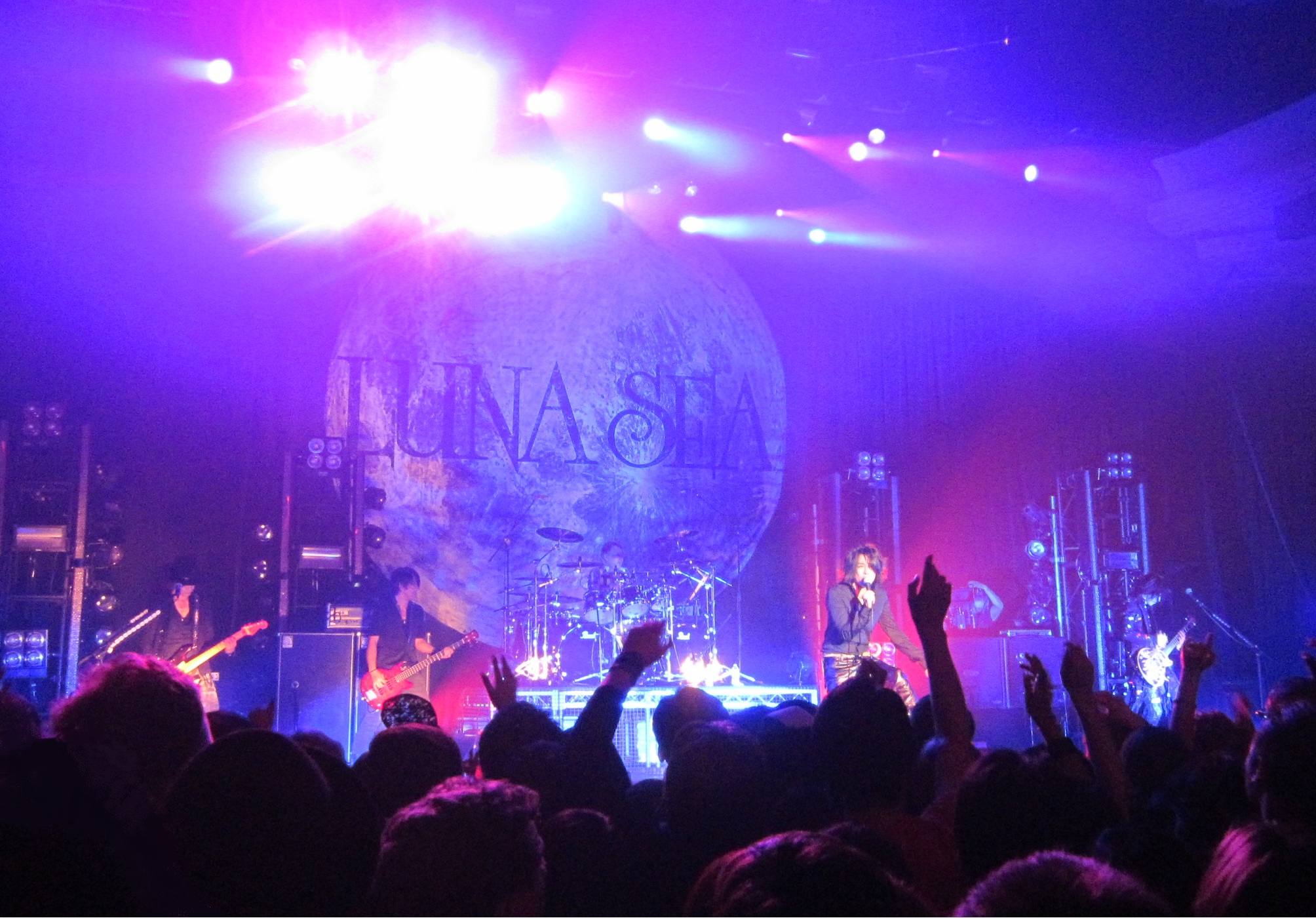
2010年12月4日，月之海在美國洛杉磯好萊塢帕拉丁音樂廳的表演，演出實況後來發行為《LUNA SEA 3D IN LOS ANGELES》。

解散近七年後的2007年7月，月之海的樂團官方網站首頁上，突然變成一幅月全蝕倒數計時的特效頁面，並且完全沒有任何文字說明，血紅色的月球慢慢被遮蔽，而倒數時間則指向8月28日。在倒數結束的8月28日當天，官方網站公布月之海將於12月24日舉行東京巨蛋一夜限定的復活演唱會。別有用心的是，8月28日正是月全食之日、12月24日正是滿月之日。10月28日，復活演唱會門票開賣，五萬五千張門票在五分鐘內完售。12月24日，月之海在東京巨蛋舉行「上帝保佑你 〜一夜限定復活〜」演唱會，演出實況透過日本放送協會直播。2008年5月4日，為了參與紀念恩師hide的「hide memorial summit」，月之海在東京味之素球場重聚登台表演，並與X JAPAN共同演奏了〈BELIEVE〉和〈X〉，約有十萬人參加這場紀念會。2009年5月29日，樂團的音樂目錄在蘋果公司的媒體平台iTunes上發布販售。
2010年8月25日，樂團宣布活動重啟。8月31日，與十年前發表「終幕」時一樣，於香港舉行記者招待會宣布重啟活動「REBOOT」，月之海正式復出，並即將舉辦第一次世界巡迴演唱會，樂團也表示他們正在撰寫新歌。吉他手INORAN透露，2007年復活演唱會的成功，成為重組的主要原因。11月27日，以德國為首站展開「月之海二十週年世界巡迴演唱會Reboot －to the New Moon－」，途經美國、香港、台灣，最後回到日本。其中，12月25日在東京巨蛋追加舉行了免費入場的「LUNACY黑服限定演出 〜聖善夜〜」，成員以地下樂團時期LUNACY的名義和初出道的視覺系裝扮登台，且所有演出歌曲都是1995年之前的。目的是為了呼應1990年舉辦過的「黑服限定演出」，所送給資深樂迷的禮物。12月30日和31日，世界巡迴在神戶市世界紀念館以兩場演唱會作為終站。與此同時，樂團改簽給愛貝克思集團。
為響應2011年3月11日發生的東日本大震災，樂團在同年4月9日發行數位音樂下載單曲〈PROMISE〉，是他們十年來的第一首新歌，並且只在亞馬遜網站上販售，所有收益捐贈給日本紅十字會援助災民。一個月前，樂團於3月16日發行首張專輯《LUNA SEA》的全新編曲及錄音版本。6月1日，發行現場專輯及影像作品《LUNA SEA 3D IN LOS ANGELES》，內容是先前世界巡迴美國站在洛杉磯好萊塢帕拉丁音樂廳的演出實況，現場專輯在公信榜上最高排名第15位。6月4日在日本全國各地電影院上映音樂會電影的版本。10月22日，樂團在埼玉超級競技場舉行「月之海 承諾日本許下勇氣」慈善演唱會，所有收益捐贈給日本紅十字會。門票於五分鐘內完售。

### 《A WILL》（2012年 - 2016年）
2012年3月21日，樂團發行第十五張單曲〈THE ONE -解構重生-〉，這也是他們十二年來首張實體單曲，只收錄時間長達22分鐘的一首歌曲，是他們迄今為止最長的單曲。該單曲在公信榜上最高排名第5位，在榜停留7週。這也是樂團與愛貝克思集團的最後一個作品，而後在同年10月份時回到環球唱片。12月12日，在環球唱片旗下發行第十六張單曲〈The End of the Dream/Rouge〉，這是樂團的首張雙A面單曲。它在公信榜上最高排名第6位、在告示牌日本熱門100金曲榜上達到第7名。12月23日，以大阪城展演廳為起點，展開「2012-2013年月之海巡迴演唱會 夢想的盡頭」。12月24日，繼埼玉超級競技場之後，樂團再度舉行「月之海 承諾日本許下勇氣 仙台站」慈善演唱會，演出收益捐贈給日本紅十字會。2013年1月11日至20日，在日本武道館繼續舉行六場「2012-2013年月之海巡迴演唱會 The End of the Dream」演出。

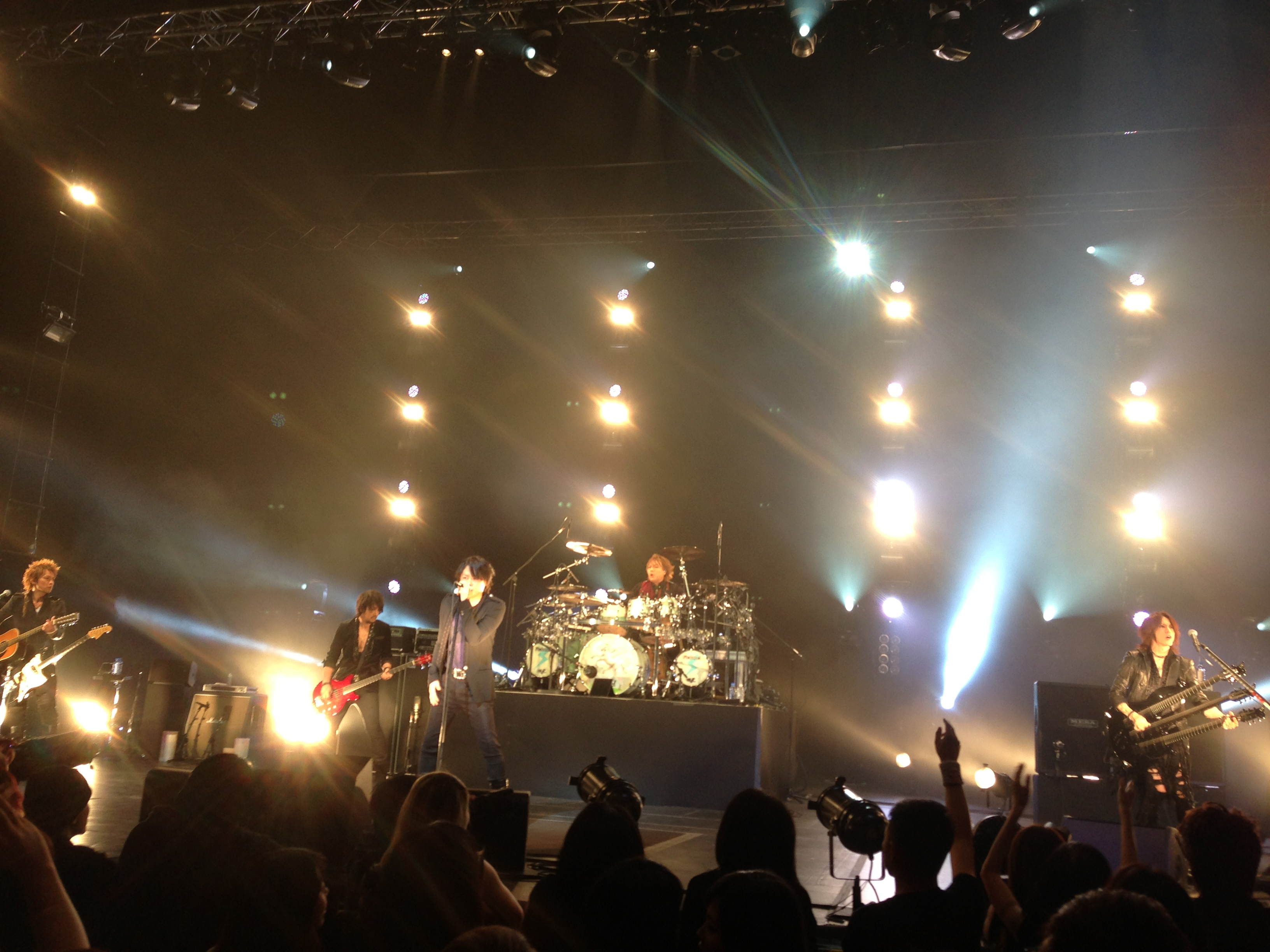
2013年2月8日，月之海首次在新加坡的演出。

接著，「2012-2013年月之海巡迴演唱會 The End of the Dream」於1月26和27日移師到台灣Neo Studio展演館；2月2日到香港亞洲國際博覽館；2月5日到泰國IMPACT會展中心；2月8日在新加坡星宇表演藝術中心結束。亞洲巡迴結束後，樂團也於2月17日為其官方樂迷俱樂部SLAVE舉行了會員限定演唱會。最初NHK大廳被選為表演場地，但最終因為觀眾人數超出預期，樂團決定改至場地較大的兩國國技館演出。8月28日，發行第十七張單曲〈Thoughts〉，在公信榜上最高排名第7位、在告示牌日本熱門100金曲榜上達到第14名，該單曲也是樂團成立二十四周年的紀念。11月13日，發行第十八張單曲〈亂〉，在公信榜上最高排名第17位、在告示牌日本熱門100金曲榜上達到第24名。該曲成為朝日電視台電視劇《都市怪談之女 第二季》的片頭曲。12月4日，樂團登上富士電視台大型音樂節目《FNS歌謠祭》演出。12月11日，發行復出後的首張專輯、也是樂團職涯中的第八張錄音室專輯《A WILL》，在公信榜和日本告示牌榜上最高都是第3名。這是月之海相隔十三年又五個月的新專輯。
2014年象徵著月之海成立的二十五週年，他們舉行各種活動以表慶祝。樂團於5月26日在赤坂BLITZ舉辦一場樂迷俱樂部會員限定的演唱會，他們首次表演新專輯《A WILL》中的歌曲。5月28日，發行精選輯《LUNA SEA 25th Anniversary Ultimate Best -THE ONE-》和現場專輯《NEVER SOLD OUT 2》。5月29日，在國立代代木競技場舉行「月之海二十五週年紀念演唱會 -The Unfinished Moon-」。6月底與8月底，舉行了四場會員限定的「2014年黑服限定演出」。6月7日起，舉行自「REBOOT」後的第一次日本全國巡演「月之海二十五週年巡迴演唱會 THE LUNATIC -A Liberated Will-」，持續到2015年3月14日結束。巡演期間，2014年12月21日在埼玉超級競技場、12月23日在橫濱體育館追加了兩場演唱會。
做為二十五週年紀念的尾聲活動之一，於6月27日及28日舉行首次由樂團本身主辦的音樂節「Lunatic Fest」，邀請許多90年代和樂隊同時期及前後輩的視覺系搖滾團體參與演出，約六萬名樂迷進場。該活動在幕張展覽館舉辦，有三個舞台和21組樂團登台表演。月之海不但在兩天內均擔任開場與最後的壓軸演出，成員也分別上台與其他樂團同台共演。前後兩天的壓軸表演中，樂團分別演奏了〈Pink Spider〉以及〈Rocket Dive〉兩首單曲，向前輩HIDE致敬參加樂團包括X JAPAN、Buck-Tick、GLAY、凜冽時雨、9mm Parabellum Bullet、DIR EN GREY等曾經和成員有所交流，或曾表示受到月之海音樂風格影響的樂手或團體。2016年6月22日，發行第十九張單曲〈Limit〉，在公信榜上最高排名第14位。此曲並選作為日本電視台動畫《最終騎士》主題曲。同年10月14日和16日，月之海在幕張展覽館參與由X JAPAN團長YOSHIKI召集的「日本視覺系峰會」，該活動有三個舞台和55組樂團及音樂人登台表演。當時陣容包括X JAPAN、GLAY、LM.C、彩虹樂團主唱hyde、接吻樂團貝斯手吉恩·西蒙斯等。12月23和24日，樂團在埼玉超級競技場舉行「月之海The Holy Night -超越極限-」演唱會。與此同時，限量版聖誕單曲〈HOLY KNIGHT〉在演唱會現場限定發售。

### 《LUV》（2017年 - 至今）
2017年5月29日，在日本武道館舉行「2017年月之海週年紀念」演唱會，SUGIZO嘗試用氫燃料電池為自己的吉他部份以及會場紀念品發售範圍發電，成為世界上首個嘗試採用氫動力發電的演唱會；主唱RYUICHI宣布新專輯已進入錄音階段，預計將於年底發行、以及年底加開「LUNA SEA The Holy Night 2017」聖誕演唱會的消息。2017年8月25日，在上海參加首次於日本國外舉行的SUMMER SONIC音樂節，並在第二天壓軸演出。新專輯《LUV》於2017年12月20日發行，並登上ORICON當週排行第4名。2017年12月23、24日於埼玉超級競技場舉行「the Holy Night」，LUNA SEA與Honda及TOYOTA合作，全員台上表演設備全數採用氫燃料電池車發電。。2017年12月24日完成埼玉超級競技場「the Holy Night」演出後，宣布將在2018年6月於幕張展覽館（MAKUHARI MESSE）再次舉行LUNATIC FEST，並同樣將以初期團名擔任開場表演。

## 音樂風格、創作方式與影響力

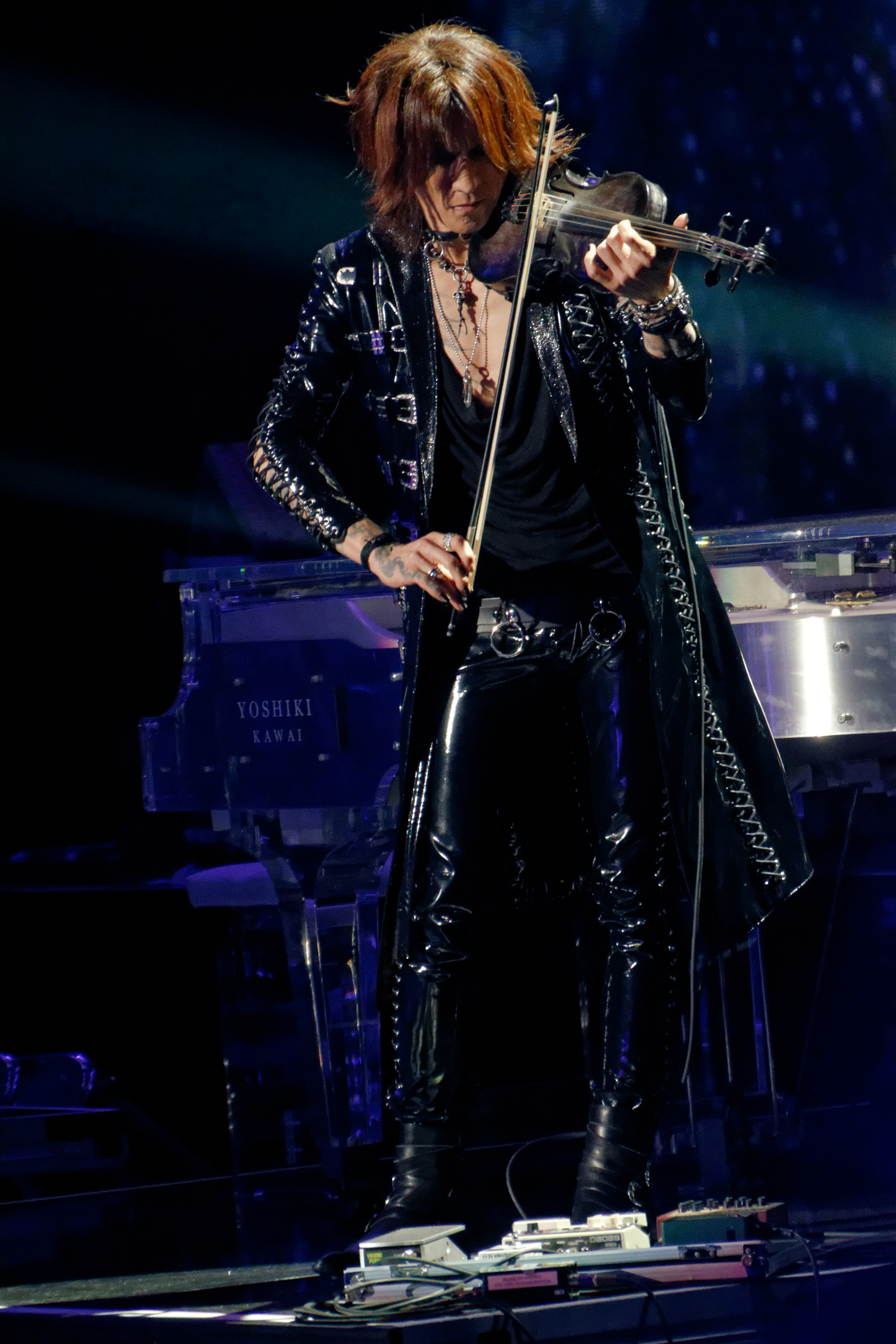
吉他手SUGIZO同時也在月之海的一部分歌曲中演奏小提琴。

月之海是在1980年代末期形成的，同一時間的美國和英國音樂環境正發生劇變，在1980年代初期開始稱霸主流市場的華麗金屬遭到崛起的油漬搖滾和另類搖滾完全擊倒。然而在日本的土地上，正統的搖滾樂團才正在茁壯，並未來得及跟上西方國家的重型音樂運動（如英國重金屬新浪潮、灣區鞭擊金屬等）。而當日本的視覺系樂團在音樂市場上掀起一場運動，並由X JAPAN在前線攻下主流市場、視覺系終於得到樂壇承認並取得成功的時刻，月之海也形成一股勢力。在1990年代初期，他們仍是地下樂團，音樂風格包括龐克搖滾與哥德搖滾，甚至具備一些硬核龐克的特徵。根據美國線上音樂資料庫Allmusic音樂評論家艾列克謝·埃雷門科的說法，月之海的音樂「深深扎根於1980年代的硬式搖滾中，他們憑藉多才多藝的漸進方式進行歌曲寫作，而其較為柔和抒情的那一面，則在樂團職業生涯的後期展現得相當強勁」。
成員的個人音樂背景也影響了樂團風格，例如早在孩提時期，吉他手SUGIZO和鼓手真矢就分別對小提琴和傳統的太鼓有所造詣。他們也喜歡不同的音樂類型，例如主唱RYUICHI和鼓手真矢偏好流行音樂，而吉他手SUGIZO、INORAN和貝斯手J則喜歡更重的硬式搖滾。SUGIZO喜歡英國的獨立音樂文化，而J喜歡美國的搖滾樂風。至於日本的樂團中，DEAD END自成立初期就對月之海有特別的影響，其中RYUICHI的唱法和視覺靈感來自於他們的主唱MORRIE。貝斯手J表示：「應該沒有其他樂團，在各自的演出、言行、存在感等個性上都如此鮮明吧」。此外，月之海儘管與視覺系前輩X JAPAN在音樂方向上完全不同（前者是哥德、龐克和前衛搖滾；後者則是傾向重金屬和古典樂），但這兩個樂團自1990年代初期以來，便有著密切深厚的事業關係和私人交情。在地下樂團（Indies）時代，團員便與hide結識；之後所發行的首張專輯並由YOSHIKI所創立的Extasy Records所發行。
月之海歷年的音樂作品包含各種音樂風格的歌曲，包括龐克和後龐克（例如〈PRECIOUS...〉、〈Déjàvu〉與〈JESUS〉）；哥德搖滾（例如〈MOON〉與〈LASTLY〉）；硬式搖滾（例如〈STORM〉與〈HURT〉）；另類搖滾（例如〈TRUE BLUE〉與〈gravity〉）；前衛搖滾（例如〈GENESIS OF MIND 〜夢の彼方へ〜〉與〈1999〉）和抒情歌曲（例如〈BREATHE〉與〈LOVE SONG〉）。樂團的一些歌曲中還加入小提琴（例如〈Providence〉、〈GENESIS OF MIND〉與〈MOTHER〉），皆是由SUGIZO演奏。他們還創作過長篇作品，例如9分鐘長的〈VIRGIN MARY〉、10分鐘長的〈FOREVER & EVER〉，以及將近23分鐘的〈THE ONE -解構重生-〉。樂團大部分的歌詞都是日文，但許多歌曲都包含一些英文的單字或歌詞。雖然自1993年以來，所有歌詞和樂曲都歸功於樂團整體，但多年來每個成員其實都有特定的原創歌曲。而歌詞幾乎都是由主唱RYUICHI寫的，主題大多圍繞在「光芒」、「狂風」、「飛翔」、「翅膀」、「時間」、「記憶」、「夢想」、「生命」、「月亮」等意象。由RYUICHI創作的歌曲僅限〈UNTIL THE DAY I DIE〉和〈Lost World〉。大部分歌曲最初是由J、INORAN或SUGIZO組成，真矢貢獻的作品是〈inside you〉和〈ECHO〉，而〈MILLENNIUM〉是與SUGIZO共同創作。
當被問及樂團的歌曲中是否藏有暗示訊息時，SUGIZO表示月之海沒有任何理由發表政治看法，他們只專注於創作能刺激想像力和表現力的音樂，並將其作為「反映現實的催化劑」。SUGIZO還表示，他的電吉他風格試圖探索一些瞪鞋搖滾樂團呈現出的迷幻感，並運用在月之海的音樂中，例如〈WISH〉、〈ROSIER〉和〈STORM〉。在月之海中，他嘗試以搖滾吉他的方式來表達迷幻、浩室音樂與毒品文化的一切。也因此，音樂界將SUGIZO稱為「效果器中的鬼才」。樂團進入錄音室進行新作品的錄製工作前，五位成員常會暫時合宿，一同創作新的素材。
許多在月之海後成立的新樂團或音樂人，特別是視覺系藝術家，大多數都受到月之海的影響。美國線上音樂資料庫Allmusic音樂評論家艾列克謝·埃雷門科寫道：「在《SHINE》發行後，月之海在接下來的十年中，影響了數以百計的樂團」。曾表明受到月之海影響或表達過崇仰之意的音樂人包括雅-miyavi-、Nogod、MUCC、A9、12012的鼓手川內亨、DIO、SID的貝斯手明希、D的主唱淺蔥和吉他手英蔵、Λucifer的主唱越中睦士、夏洛特、 銀色灰塵的主唱凌、Lynch.、DEATHGAZE、惡夢、Kagrra,、the GazettE。Kra的鼓手靖乃表示，他是因為真矢而開始打鼓。該樂團的前任吉他手舞是SUGIZO和INORAN的樂迷。凡爾賽宮的成員透露，他們受到月之海和X JAPAN的影響最大。主唱KAMIJO表示：「我認為日本音樂界中，沒有任何人不受他們影響」。同樣，GALNERYUS和DELUHI的吉他手Leda也也表示：「以前原本對音樂沒有特別興趣，直到有個朋友給我聽了X JAPAN和月之海」。DuelJewel的主唱隼人和吉他手祐彌表示，月之海是他們加入視覺系運動的主因。

## 成員
在月之海中沒有團長，J對此表示：「因為每個人都可以在各個方面積極的展現音樂性，所以我們不需要有領導者」。他們的作品通常由成員之一編寫原曲，之後由所有成員以即興合奏的方式接續創作並進行詞曲的修改。單曲通常為SUGIZO或J創作，而單曲中的收錄曲（俗稱B面曲）以INORAN的創作為主；大多數歌詞由RYUICHI負責編寫。
- J（英语：J (musician)）（小野瀨潤） – 貝斯手（1986年至今）
- INORAN（井上清信） – 節奏吉他手（1986年至今）
- SUGIZO（杉原康弘，杉原有音（現在）） – 主奏吉他手、小提琴手（1989年至今）
- 真矢（日语：真矢 (ドラマー)）（山田真矢） – 鼓手（1989年至今）
- RYUICHI（河村隆一） – 主唱（1989年至今）

## 作品
更詳細的列表請參見主條目：月之海唱片列表
| - LUNA SEA（1991年4月21日） - IMAGE（1992年5月21日） - EDEN（1993年4月21日） - MOTHER（1994年10月26日） - STYLE（1996年4月22日） - SHINE（1998年7月23日） - LUNACY（2000年7月12日） - A WILL（2013年12月11日） - Luv（2017年12月20日） - CROSS（2019年12月18日） - LUNA SEA（2011年3月16日）【全新編曲錄音版】 - MOTHER（2023年11月29日）【全新編曲錄音版】 - STYLE（2023年11月29日）【全新編曲錄音版】 - NEVER SOLD OUT（1999年5月29日） - LUNA SEA 3D IN LOS ANGELES（2011年6月1日） - NEVER SOLD OUT 2（2014年5月28日） - BELIEVE（1993年2月24日） - IN MY DREAM (WITH SHIVER)（1993年7月21日） - ROSIER（1994年7月21日） - TRUE BLUE（1994年9月21日） - MOTHER（1995年2月22日） - DESIRE（1995年11月13日） - END OF SORROW（1996年3月25日） - IN SILENCE（1996年7月15日） - STORM（1998年4月15日） - SHINE（1998年6月3日） - I for You（1998年7月1日） - gravity（2000年3月29日） - TONIGHT（2000年5月17日） - LOVE SONG（2000年11月8日） - THE ONE -解構重生-（2012年3月21日） - The End of the Dream/Rouge（2012年12月12日） - Thoughts（2013年8月28日） - 亂（2013年11月13日） - Limit（2016年6月22日） - 宇宙の詩 ~Higher and higher~/悲壮美 - The Beyond - HOLY KNIGHT（2016年12月23日） - PROMISE | - SINGLES（1997年12月17日） - PERIOD 〜THE BEST SELECTION〜（2000年12月23日） - another side of SINGLES II（2002年3月6日） - SLOW（2005年3月23日） - LUNA SEA COMPLETE BEST（2008年3月26日） - LUNA SEA COMPLETE BEST -ASIA LIMITED EDITION-（2013年3月27日） - LUNA SEA 25th Anniversary Ultimate Best -THE ONE-（2014年5月28日） - Nuclear Fusion Tour（1991年3月10日） - hide TRIBUTE SPIRITS（1999年5月1日） - SYMPHONIC LUNA SEA（1994年6月22日） - SYMPHONIC LUNA SEA II（1995年9月21日） - LUNA SEA PIANO SOLO INSTRUMENTS 1（2001年12月19日） - LUNA SEA PIANO SOLO INSTRUMENTS 2（2001年12月19日） - LUNA SEA PIANO SOLO INSTRUMENTS 3（2001年12月19日） - LUNA SEA PIANO SOLO INSTRUMENTS 4（2001年12月19日） - LUNA SEA GUITAR SOLO INSTRUMENTALS 1（2001年12月19日） - LUNA SEA GUITAR SOLO INSTRUMENTALS 2（2001年12月19日） - SYMPHONIC LUNA SEA -REBOOT-（2014年11月26日） - Piano Anthology ~melody of LUNA SEA~（2016年8月31日） - LUNA SEA MEMORIAL COVER ALBUM -Re:birth-（2007年12月19日） - LUNACY（1989年8月24日） - SHADE（1989年11月25日） - LASTLY（1990年6月10日） - COMPLETE SINGLE BOX（2003年12月23日） - COMPLETE ALBUM BOX（2004年5月29日） - LUNA SEA 25th Anniversary 「Ultimate Best THE ONE+NEVER SOLD OUT 2」（2014年5月28日） |

### 影像作品
- IMAGE or REAL（日语：IMAGE or REAL）（1992年7月22日）
- Sin After Sin（1993年12月16日）
- ECLIPSE I（1995年5月24日）
- LUNATIC TOKYO 1995.12.23 TOKYO DOME（1996年7月15日）
- REW（1997年5月21日）
- CAPACITY∞LIVE!（日语：CAPACITY∞LIVE!）（1999年9月29日）
- CAPACITY∞DOCUMENT!（1999年9月29日）
- SLAVE限定GIG 2000（2000年8月）
- THE FINAL ACT TOKYO DOME（2001年5月29日）
- ECLIPSE II（2001年11月28日）
- ECLIPSE I+II（2001年11月28日）
- LUNA SEA 1998 REVIVE 真夏の野外（2002年12月23日）
- 真冬の野外（2008年1月16日）
- 真夏の野外（2008年1月16日）
- LUNA SEA GOD BLESS YOU〜One Night Déjàvu〜 2007.12.24 TOKYO DOME（日语：GOD BLESS YOU 〜One Night Dejavu〜）（2008年3月26日）
- LUNA SEA 10TH ANNIVERSARY GIG NEVER SOLD OUT CAPACITY∞（2010年5月30日）
- 真冬の野外&真夏の野外（2010年5月30日）
- LUNA SEA FIRST ASIAN TOUR 1999 in HONG KONG（2010年12月15日）
- LUNA SEA CONCERT TOUR 2000 BRAND NEW CHAOS ACT II in Taipei（2010年12月15日）
- LUNA SEA A DOCUMENTARY FILM OF 20th ANNIVERSARY WORLD TOUR REBOOT -to the New Moon-（2011年4月13日）
- LUNA SEA 20th ANNIVERSARY WORLD TOUR REBOOT -to the New Moon- 24th December, 2010 at TOKYO DOME（日语：LUNA SEA 20th ANNIVERSARY WORLD TOUR REBOOT -to the New Moon- 24th December, 2010 at TOKYO DOME）（2011年4月13日）
- LUNACY 黑服限定GIG 〜the Holy Night〜（日语：LUNACY 黒服限定GIG 〜the Holy Night〜）（2011年4月13日）
- NHK-DVD 一夜限りの復活ライブ LUNA SEA沈黙の7年を超えて（2011年10月19日）
- LUNA SEA 3D IN LOS ANGELES（2012年2月22日）
- LUNA SEA For JAPAN A Promise to The Brave（2012年3月28日）
- LUNA SEA CONCERT TOUR 2000 BRAND NEW CHAOS 〜20000803 大阪城ホール〜（2012年12月19日）
- LUNA SEA The End of the Dream - Prologue -（2013年3月27日）
- LUNA SEA The End of the Dream ZEPP TOUR 2012 「降臨」（2013年3月27日）
- LUNA SEA LIVE TOUR 2012-2013 The End of the Dream at 日本武道館（2013年5月29日）
- SLAVE限定GIG 2013 兩國國技館 2013.2.17（2014年5月2日）
- Live on A WILL（2015年6月24日）

## 外部連結
- 月之海官方網站 （页面存档备份，存于）
- 月之海的X（前Twitter）
- 月之海的MySpace主頁
- 月之海的Facebook專頁
- 月之海官方部落格 （页面存档备份，存于）
- 月之海樂迷俱樂部「SLAVE」官方網站 （页面存档备份，存于）